# The Tornados
The Tornados erano un gruppo strumentale britannico degli anni sessanta.

## Storia del gruppo
Il gruppo si formò nel 1961. I membri originari erano Alan Caddy e George Bellamy (padre di Matthew Bellamy dei Muse) alle chitarre, Roger LaVern all'organo, Heinz Burt al basso e Clem Cattini alla batteria.
Il loro brano Telstar fu il primo singolo di un gruppo britannico a raggiungere la prima posizione nelle classifiche degli Stati Uniti e vendette cinque milioni di copie in tutto il mondo.
Questo successo avrebbe potuto arricchire loro e il produttore Joe Meek, ma una causa per violazione del diritto d'autore in Francia mantenne tutti i diritti bloccati per sei anni.
Nel frattempo il gruppo si sciolse.
Nel 1975 Clem Cattini, Roger LaVern, Heinz Burt e George Bellamy si riunirono e pubblicarono una nuova versione di Telstar.

## Influenza
Il brano The Ice Cream Man, datato 1963, fu utilizzato in Italia, quattro anni dopo, dalla RAI quale sigla dello sceneggiato televisivo Breve gloria di Mister Miffin, diretto da Anton Giulio Majano, con Cesco Baseggio, Alberto Lupo, Nicoletta Rizzi e Luisa Rivelli.
Nel 1979 i Superobots si ispirarono a Telstar per la sigla del telefilm giapponese Guerra fra galassie.

## Televisione
Il canale televisivo Real Time ha trasmesso il 6 febbraio 2013 (e ri-trasmesso diverse volte nei mesi successivi, durante le ore notturne) un episodio del programma 24 ore al pronto soccorso in cui Roger è protagonista come paziente del King's Hospital di Londra. In tale episodio il settantatreenne Roger cita la band e il singolo Telstar.

## Formazione
- George Bellamy (8 ottobre 1941, Sunderland) - chitarra ritmica
- Heinz Burt (vero nome Heinz Henry Georg Schwartze, 24 luglio 1942, Detmold, Germania – 7 aprile 2000, Weston, Hampshire) - basso elettrico
- Alan Caddy (2 febbraio 1940, Chelsea (Londra) – 16 agosto 2000) - chitarra solista
- Clem Cattini (vero nome Clemente Anselmo Cattini, 28 agosto 1938, Stoke Newington, North London) - batteria
- Robb Huxley - chitarra
- Roger LaVern (vero nome Roger Jackson, 11 novembre 1938, Kidderminster, Worcestershire – 15 giugno 2013) - tastiere

## Discografia

### Album
- 1962 - The Sounds of The Tornadoes (London Records, LL 3279)
- 1963 - We Want Billy! (Decca Records, LK 4548) come Billy Fury and The Tornados
- 1964 - Away from It All (Decca Records, LK 4552)
- 1991 - 1961 - 1991 Live in Concert (Not On Label, PREM 002)
- 2007 - Science Fiction (Secret Records, CRIDE 80)
- xxxx - Tornados Now (Startel Records, CLEM 595)

### EP
- 1962 - The Sounds of The Tornados (Decca Records, DFE 8510)
- 1963 - More Sounds from The Tornados (Decca Records, DFE 8521)
- 1963 - Billy Fury & The Tornados (Decca Records, DFE 8525)
- 1963 - Tornado Rock (Decca Records, DFE 8533)

### Singoli
- 1962 - Love and Fury/Popeye Twist
- 1962 - Telstar/Jungle Fever prima posizione nella Billboard Hot 100 per 3 settimane, Official Singles Chart per cinque settimane, Francia, Irlanda e Sud Africa, terza in Olanda e Norvegia e sesta in Germania
- 1963 - Globetrotter/Locomotion with Me
- 1963 - Robot/Life on Venus
- 1963 - The Ice Cream Man/Scales of Justice (Theme)
- 1963 - Dragonfly/Hymn for Teenagers
- 1964 - Joystick/Hot Pot
- 1964 - Monte Carlo/Blue Blue Beat
- 1964 - Exodus/Blackpool Rock
- 1965 - Granada/Ragunboneman
- 1965 - Early Bird/Stomping Thru the Rye
- 1965 - Stingray/Aqua Marina
- 1966 - Pop-Art Goes Mozart/Too Much in Love to Hear
- 1966 - Is That a Ship I Hear/Do You Come Here Often?
- 1975 - Telstar/Red Rocket